# Kuhgiluje i Bojer-Ahmad
Kuhgiluje i Bojer-Ahmad (perz. کهگیلویه و بویراحمد; Kuhgilūjé va Bojer Ahmad, punim imenom استان کهگیلویه و بویراحمد; Ostān-e Kuhgilūjé va Bojer Ahmad) je jedna od 31 iranske pokrajine. Smještena je u jugozapadnom dijelu zemlje i obuhvaća uglavnom planinski krajolik Zagrosa, a omeđena je Čahar-Mahalom i Bahtijarijem na sjeveru, Isfahanskom pokrajinom na istoku, Farsom i Bušeherskom pokrajinom na jugu, te Huzestanom na zapadu. Pokrajina Kuhgiluje i Bojer-Ahmad ima površinu od 16.249 km², a prema popisu stanovništva iz 2006. godine u njoj je živjelo 634.299 stanovnika. Sjedište pokrajine nalazi se u gradu Jasudžu.

## Okruzi
- Baštanski okrug
- Bahmajski okrug
- Bojer-Ahmadski okrug
- Čeramski okrug
- Denski okrug
- Gačsaranski okrug
- Kuhgilujski okrug

## Vanjske poveznice
- (perz.) Službene stranice Kuhgiluje i Bojer-Ahmada  Arhivirana inačica izvorne stranice od 13. rujna 2008. (Wayback Machine)

Ostali projekti
|  | Zajednički poslužitelj ima još gradiva o temi Kuhgiluje i Bojer-Ahmad |